# 石炭ザンギ
石炭ザンギ（せきたんザンギ。石炭ざんぎとも表記される）は、北海道三笠市で2008年から製造・販売されているザンギ。かつて市内で産出された石炭をイメージした真っ黒な色調が特徴である。

## 概要

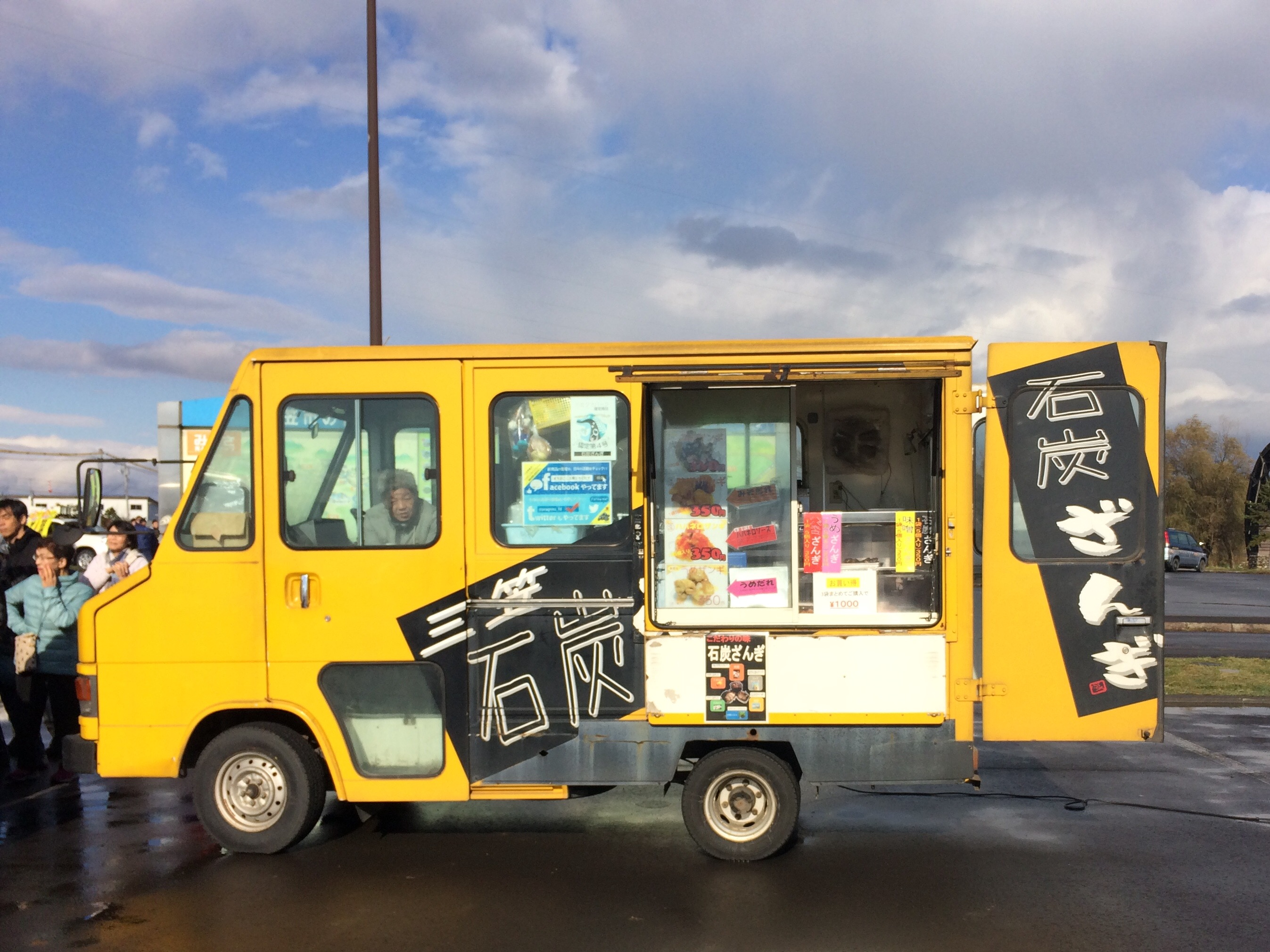
ザンギ号

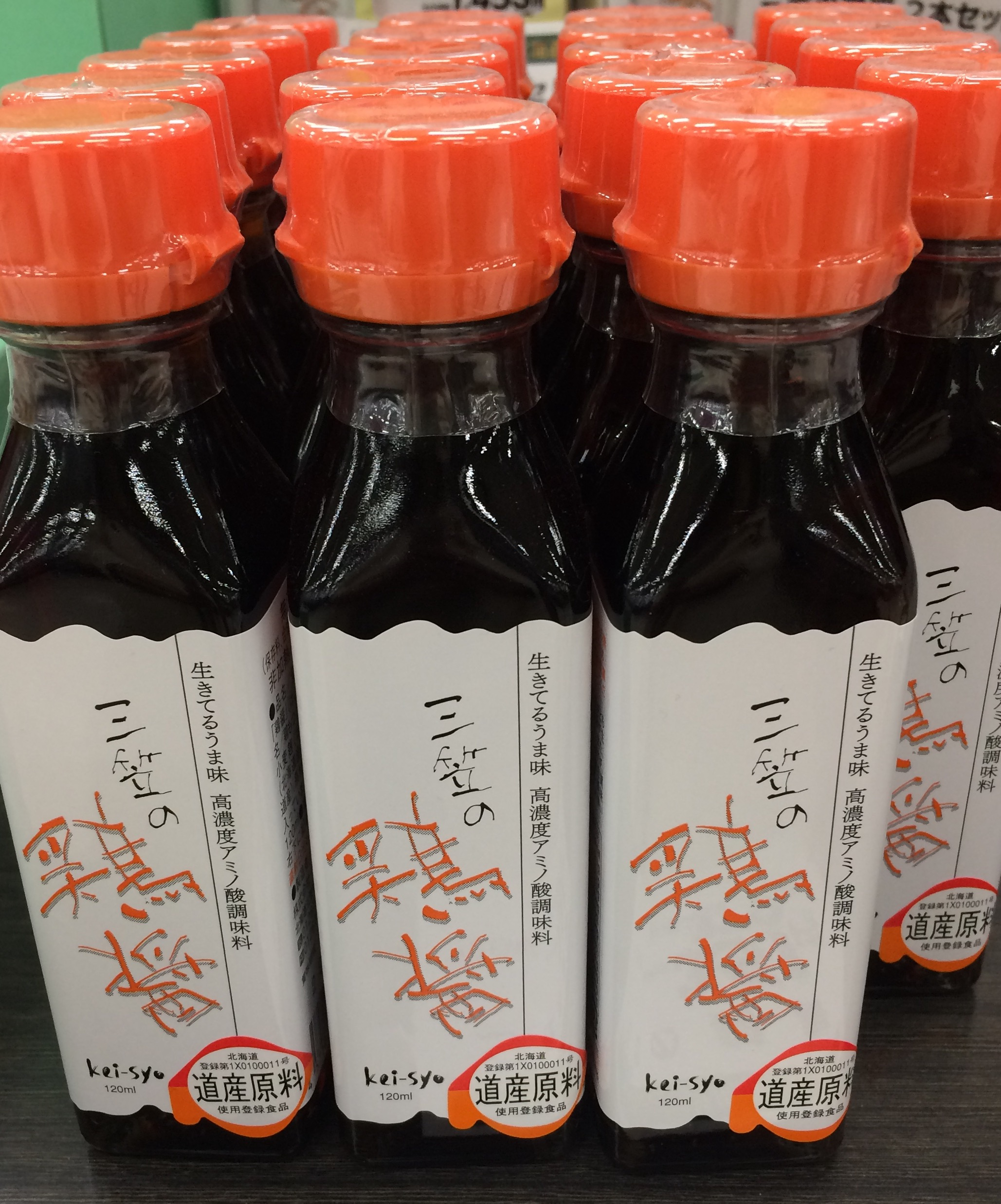
三笠の鶏醤

2008年に、三笠市内の企業「まちおこし工房ぷろぐれす」によって、市内で生産される食材を使用する新たな名物料理として考案された。ヒントになったのは鉄道博物館で販売されている「石炭あられ」であったという。
三笠ジオパーク認定商品第4号に登録されている。

### 見た目
石炭を模している。石炭をイメージした黒い色は調味料のイカ墨によるものである。

### 味付け
三笠で生産されるを材料を多く使用する。「鶏醤」、リンゴジュース「みわの里」、杉山農園産タマネギ（フリーズドライ）、奔別に自生する行者ニンニク、三笠産ニンニクを使ってオリジナルのたれに付け込んでいるという。片栗粉や卵も北海道産で、地産地消の商品である。

### 味わい
食感は柔らかく、味わいはザンギ同様。醤油ベース味で、香ばしく、リンゴの甘みが感じられる。

### 販売
1パック5個入り、350円。
2009年8月以降、道の駅三笠敷地内で移動販売車「ザンギ号」を使用して調理販売しているほか、幾春別の「あいすの杜」でも店舗販売している。その他、市内イベントや札幌での催事でも販売。